# Британская Индия в Первой мировой войне
Британская Индия вступила в Первую мировую войну одновременно с Великобританией, которая объявила войну Германии 4 августа 1914 года. Индийские войска участвовали в боевых действиях в Европе, Средиземноморье, Африке и на Ближнем Востоке. В ходе войны в Индии было мобилизовано 1 440 437 человек, около 1 000 000 индийских военнослужащих были отправлены за пределы Британской Индии, из которых 64 449 военнослужащих погибли, 128 000 человек были ранены и 11 264 человек попали в плен.
Индийская армия воевала против германских войск на Западном фронте, в Восточной Африке. Также индийские войска принимали активное участие в боевых действиях в Египте и в Месопотамии против войск Османской империи. В 1914 году армия Британской Индии была самой многочисленной добровольной армией в мире (240 000 военнослужащих).

## Вступление в войну и мобилизация
Хотя военные действия не затронули непосредственно Индию, мировая война оказала огромное влияние на её развитие. Индия стала основным колониальным тылом, опираясь на который, Англия участвовала в войне.
Военную политику Британии активно поддержала индийская буржуазия. Война сулила им огромные материальные выгоды. Кроме того, поддерживая военные усилия Британской империи, индийская «элита» рассчитывала добиться от него определённых политических и экономических уступок.
Сотрудничество национальной буржуазии облегчило английским властям мобилизацию и широкое использование людских и материальных ресурсов Индии в войне. В некоторых районах в армию забирали всех работоспособных мужчин в семье. Индийцы сражались на многих фронтах в Европе, Азии и Африке. Британские колониальные власти мобилизовали индийских рабочих, которые направлялись на военные работы во Францию, оккупированные английскими войсками районы Месопотамии и в другие страны. Индия снабжала зерном английские армии, находившиеся в Азии и Африке. Все индийские войска, действовавшие на фронтах, сражались и финансировались за счёт населения Индии.

## Участие в боевых действиях

### Индийские экспедиционные войска А

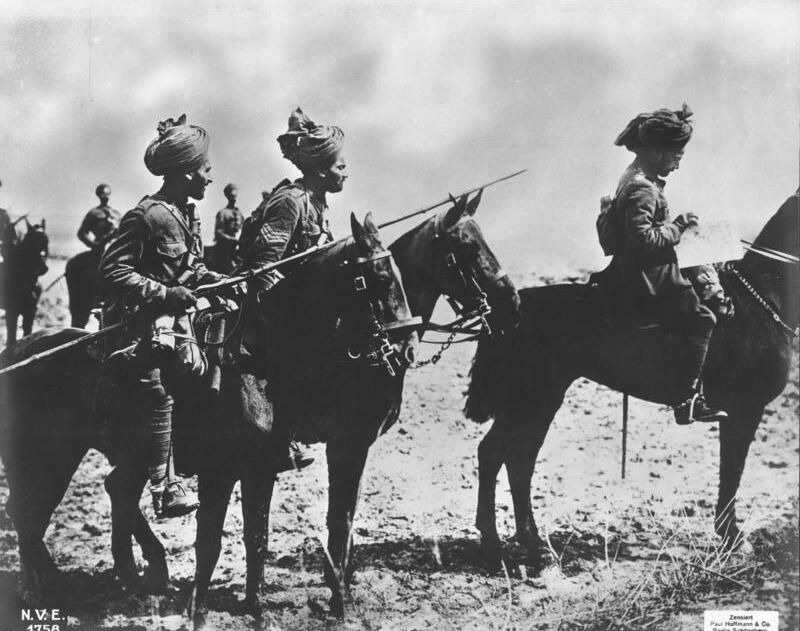
Индийские кавалеристы на Западном фронте, 1914

После начала Первой мировой войны индийское командование смогло отправить для боевых действий 2 кавалерийские и 2 пехотные дивизии. Из этих четырёх дивизий были сформирован «Индийский экспедиционный корпус А» под командованием генерал-майора Джеймса Уиллкокса. 30 сентября 1914 года эти подразделения прибыли в Марсель. Индийские войска были направлены на участок фронта у Ипра. В конце 1914 года индийцы участвовали в боях при Ла Басе.
В марте 1915 года индийская дивизия принимала участие в наступление при Нев-Шапель. Индийские войска, не успев привыкнуть к новым винтовкам Ли-Энфилд, не имея собственной артиллерии, а также плохо адаптируясь к континентальному европейскому климату, не являлись боеспособными частями. Помимо этого, в индийских подразделениях не было достаточного количества офицеров, знающих хинди. Общий низкий боевой дух индийцев привёл к тому, что осенью 1915 года все индийские пехотные подразделения были переброшены из Франции в Египет. После вывода пехотных подразделений на Западном фронте остались две индийские кавалерийские дивизии. В основном они находились в резерве, ожидая прорыва позиционного фронта. Однако в 1916 году они активно участвовали в битве на Сомме. В марте 1918 года они также были переброшены в Египет. Из 130 000 индийцев, служивших на Западном фронте, погибли около 9 000 человек.

### Индийские экспедиционные войска B
В 1914 году губернатор Британской Восточной Африки запросил помощи для борьбы с немецкими колониальными войсками из Германской Восточной Африки. Было принято решение о формировании «Индийского экспедиционного корпуса В» для отправки его на борьбу с немецкими войсками в Восточной Африке. «Экспедиционные войска В» состояли из: одной пехотной дивизии, двух пехотных бригад, инженерных подразделений и подразделений горной артиллерии.
Индийские войска под командованием генерал-майора Артура Эйткена высадились в Танге 2—3 ноября 1914 года. Задачей индийского корпуса было вторжение в Германскую Восточную Африку у озера Танганьика. После высадки между индийскими войсками и немецкими войсками под командованием Леттов-Форбека произошло сражение при Танге. В ходе сражения малочисленные немецкие войска смогли нанести поражения индийским войскам, а последние потеряли 359 человек убитыми и 148 пленными.

### Индийские экспедиционные войска C

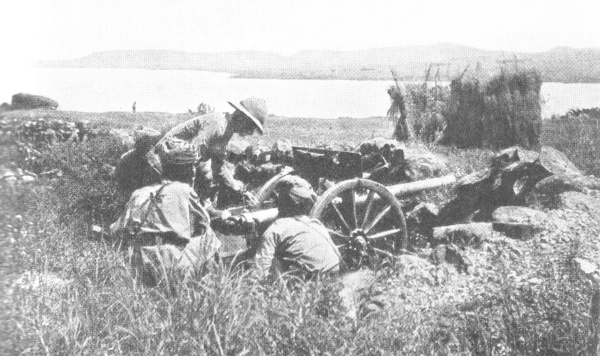
Индийское горное орудие в бою, Восточная Африка

«Индийский экспедиционный корпус С» был сформирован также для действий в Восточной Африке. В состав «экспедиционных войск С» входили: одна пехотная бригада, пять пехотных батальонов, 29-й пехотный полк и различные формирования добровольцев из разных индийских княжеств.
После прибытия в Момбасу индийские войска приняли участие в охране железной дороги в Уганде. 3 ноября 1914 года индийские войска принимают участие в битве при Килиманджаро. В ходе сражения индийский полк попал под перекрёстный огонь немецких войск и понесли существенные потери. В итоге индийские войска отступили, потеряв 312 человек и не добившись поставленных задач.

### Индийские экспедиционные войска D

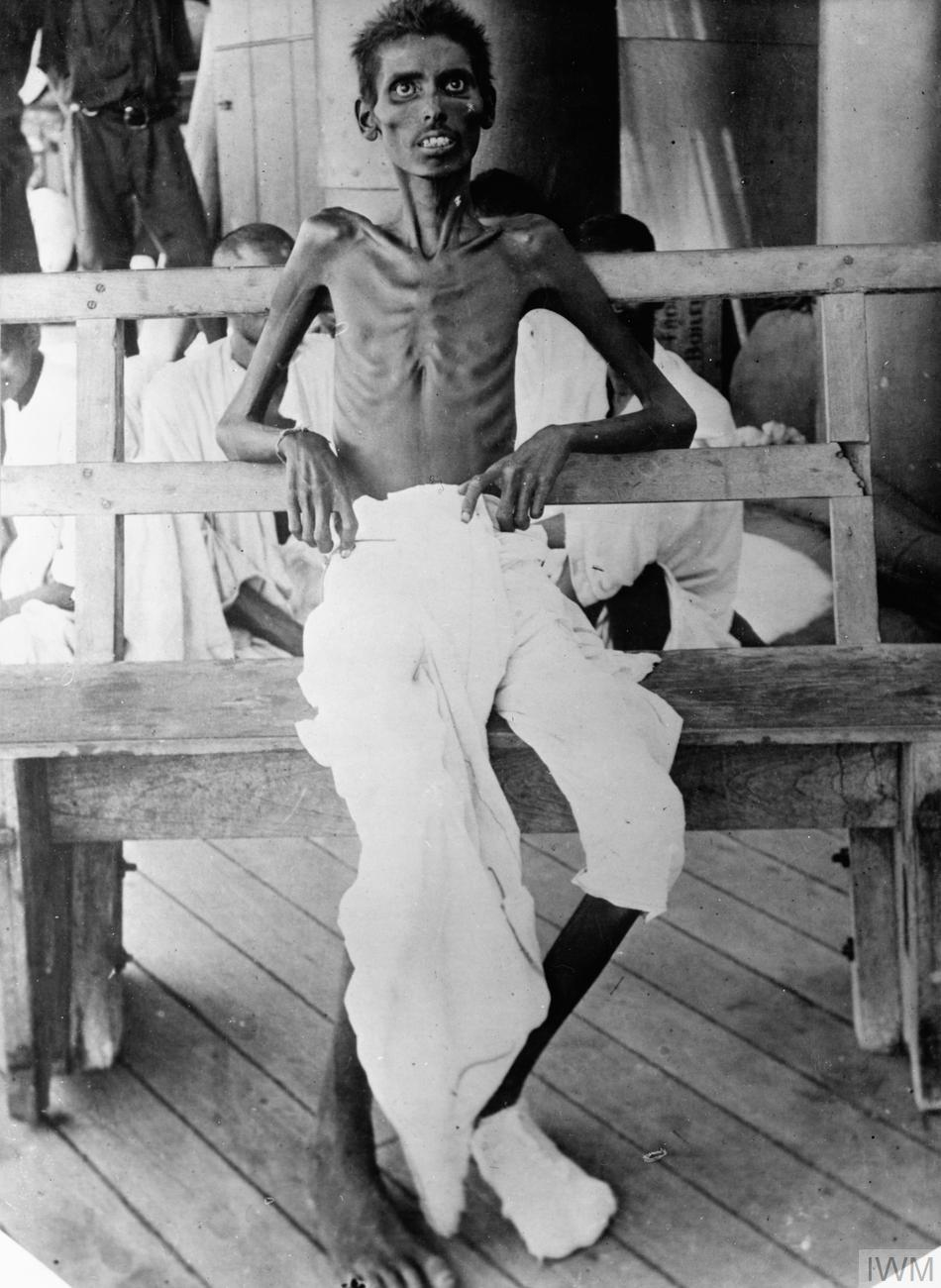
Индийский солдат, переживший осаду Эль-Кута

Крупнейшая индийская армия, отправленная за рубеж страны была сформирована для боевых действий в Месопотамии под командованием генерала Джона Никсона. Первые индийские подразделения были отправлены в Месопотамию в ноябре 1914 года с целью защиты британских нефтяных вышек в районе Басры. После начала первых боёв в Месопотамии против турецких войск индийские войска под командованием Артура Барретта, а затем Чарльза Таусенда взяли Басру и продвинулись вглубь Месопотамии. Однако в ноябре 1915 года индийские войска потерпели поражение под Ктесофоном из-за материально-технических трудностей.
После этого индийский войска отступили в город Эль-Кут и османские войска осадили его. С января по март 1916 года индийские войска попытались несколько раз снять осаду, однако все попытки оказались безуспешны. В апреле 1916 года британско-индийский гарнизон был вынужден капитулировать из-за нехватки продовольствия и эпидемий. В османский плен попали 9 000 индийских военнослужащих.
После этого на Месопотамский фронт прибыли дополнительные индийские подразделения и новый командующий Стенли Мод. После этого индийские войска начали новое наступление и в марте 1917 года захватили Багдад. После этого индийские войска участвовали в заключительных сражениях на Месопотамском фронте до подписания Мудросского перемирия.
Месопотамская кампания стала главным фронтом для индийской армии в Первой мировой войне. Основную часть британских войск в Месопотамии составляли индийские подразделения. В ходе боевых действий в Месопотамии 11 012 индийских военнослужащих были убиты, 3985 человек умерли от ран, 12 678 человек умерли от болезней, 13 492 человек попали в плен и пропали без вести, и 51 836 человек получили ранения.

### Индийские экспедиционные войска Е

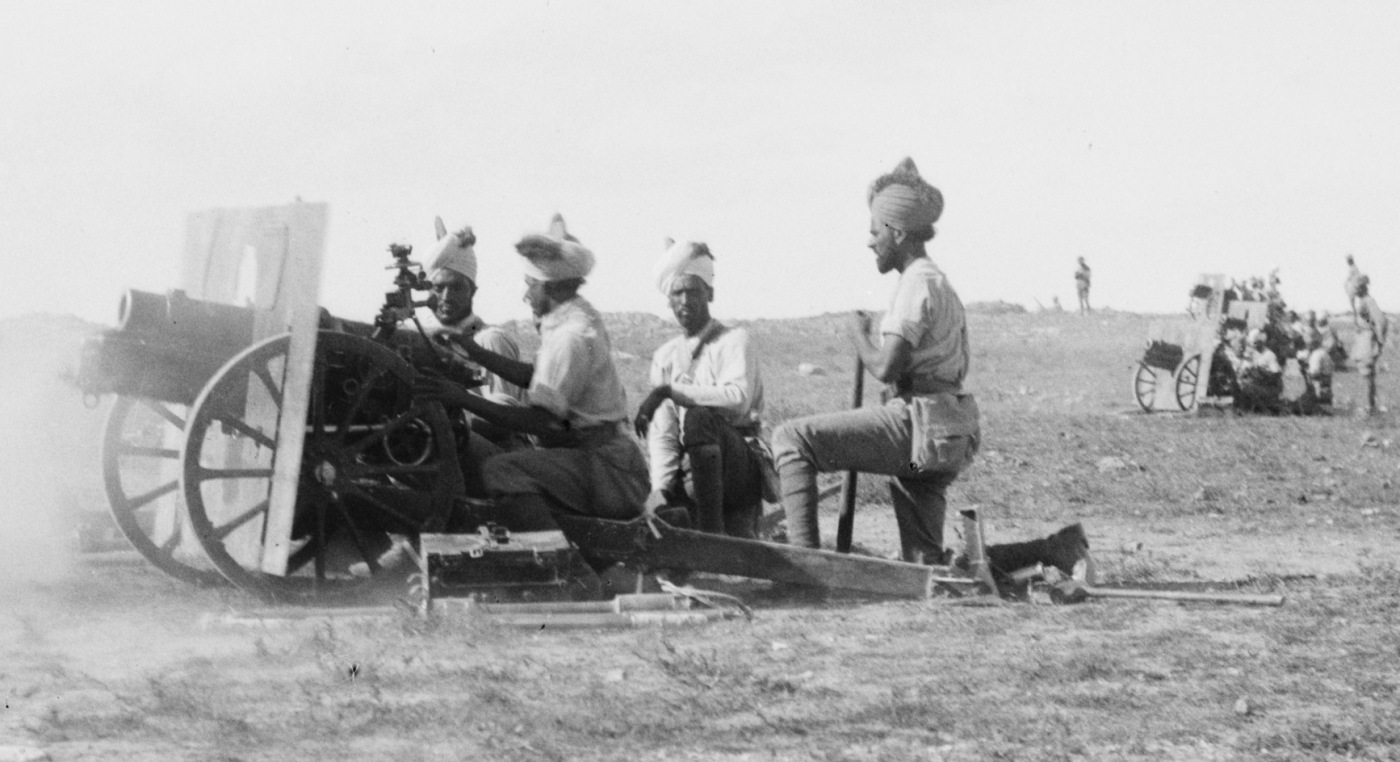
Индийские артиллеристы у Иерусалима, 1917 год

«Индийский экспедиционный корпус E» был образован в начале 1918 года после того как в Палестину с Западного фронта были переброшены две индийские кавалерийские дивизии. К этим двум дивизиям также были присоединены кавалерийская бригада в составе трёх уланских полков из княжеств Хайдарабад, Майсур и Джодхпур. 3-я и 7-я пехотные дивизии были переведены на палестинский фронт из Месопотамии.
Помимо этого 36 батальонов индийской армии были отправлены на помощь английским войскам. В состав 10-й, 53-й, 60-й и 75-й английских пехотных дивизий.

### Индийские экспедиционные войска F
В 1914 году в Египте были сформированы «Индийские экспедиционные войска F», состоящие из 10-й и 11-й индийских пехотных дивизий. Задачей этой группы войск была защита Суэцкого канала от турецких войск. В январе — феврале 1915 года индийские подразделения совместно с другими британскими войсками отражали наступление османских войск на Суэцкий канал. В 1915 году была расформирована 11-я пехотная дивизия, а в 1916 году 10-я дивизия также подвергалась расформированию и отправке на другие фронты.

### Индийские экспедиционные войска G
В апреле 1915 года «Индийские экспедиционные войска G» были отправлены на полуостров Галлиполи для участия в Дарданелльской операции. На Галлиполи воевала 29-я индийская бригада, которая участвовала во второй и третьей битвах за Критию. Позже, бригада приняла участие в боях при Сари-Баир при поддержке военно-морского флота. Однако как и все союзные войска, так и индийская бригада терпела неудачи во время боёв на Галлиполи. В ходе боёв за Сари-Баир, 29-я бригада была вынуждена отойти на исходные позиции, понеся тяжёлые потери. После этого бригада была переведена в Египет. За время Дарданелльской операции потери 29-й бригады составили 1358 убитых и 3421 раненых.

## Ситуация в Индии

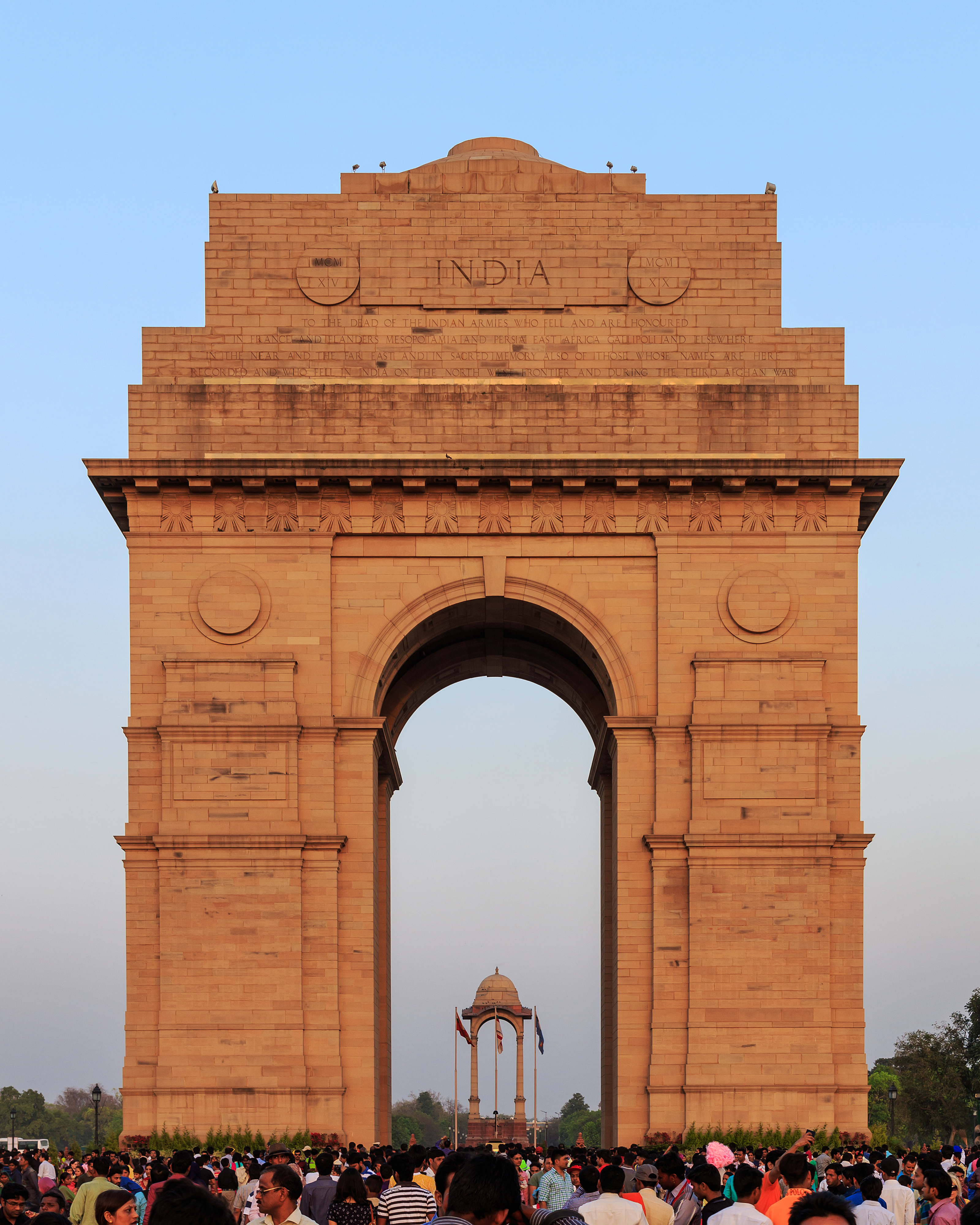
Ворота Индии — монумент в память об индийских солдатах, погибших в годы Первой мировой войны

Начиная с 1916 года, британские колониальные власти в лице вице-короля лорда Челмсфорда объявили об уступках требованиям индийцев; эти уступки включали в себя назначения индийцев на офицерские должности в армии, присвоение князьям наград и почётных титулов, отмена крайне раздражавшего индийцев акциза на хлопок. В августе 1917 года госсекретарь по делам Индии Эдвин Монтегю объявил целью Британии поэтапное формирование в Индии «ответственного правительства как неотъемлемой части Британской империи».
К концу войны большинство войск были передислоцированы из Индии в Месопотамию и Европу, что вызывало беспокойство местных колониальных властей. Участились беспорядки, а британская разведка отмечала множество случаев сотрудничества с Германией. В 1915 году был принят Закон об обороне Индии, который в дополнение к Закону о прессе 1910 года, позволил преследовать политически опасных диссидентов, в частности, отправлять журналистов в тюрьму без суда, и осуществлять цензуру.
В 1917 году комитет под председательством британского судьи Роулата расследовал причастность немцев и российских большевиков к вспышкам насилия в Индии. Выводы комиссии были представлены в июле 1918 года, и выделили три региона: Бенгалия, Бомбейское президентство, и Пенджаб. Комитет рекомендовал расширить полномочия властей в условиях военного времени, ввести суды из трёх судей, без суда присяжных, ввести правительственный надзор над подозреваемыми, и дать полномочия местным властям арестовывать и задерживать подозреваемых на короткие сроки без суда.
Конец войны вызвал также экономические изменения. К концу 1919 года в войне участвовало до 1,5 млн индийцев. Налоги выросли, а цены в период 1914—1920 годов удвоились. Демобилизация из армии усугубила безработицу, в Бенгалии, Мадрасе и Бомбее прошли голодные бунты.
Правительство решило воплотить в жизнь рекомендации комитета Роулата в виде двух законов («биллей Роулата»), однако при голосовании в Имперском законодательном совете все его индийские депутаты проголосовали против. Британцам удалось провести урезанную версию первого билля, разрешавшего властям внесудебные преследования, но сроком только на три года, и только против «анархических и революционных движений». Второй билль был целиком переписан в виде поправок к Уголовному кодексу Индии. Тем не менее, в Индии вспыхнуло сильное возмущение, которое вылилось в резню в Амритсаре, и вывело на передний край националистов Махатмы Ганди.
В декабре 1919 года был принят Закон о правительстве Индии. Имперский и провинциальные законодательные советы были расширены, и отменено убежище исполнительной власти при прохождении непопулярных законов в виде «официального большинства».
Такие дела, как оборона, уголовный розыск, иностранные дела, связь, сбор налогов остались в ведении вице-короля и центрального правительства в Нью-Дели, тогда как здравоохранение, аренда земли, местное самоуправление были переданы в провинции. Такие меры облегчили индийцам возможность участвовать в госслужбе, и получать офицерские должности в армии.
Избирательное право индийцев было расширено на национальном уровне, но число индийцев с правом голоса составило всего лишь 10 % от взрослого мужского населения, причём многие из них были неграмотны. Британские власти занимались манипуляциями; так, больше мест в законодательных советах получали представители деревень, больше симпатизировавшие колониальным властям, чем горожане. Отдельные места резервировались для не-брахманов, землевладельцев, бизнесменов, выпускников колледжей. Согласно принципу «общинного представительства» места резервировались отдельно для мусульман, сикхов, индуистов, индийских христиан, англо-индийцев, проживавших в Индии европейцев, в Имперском и провинциальных законодательных советов.
В 1935 году британский парламент основал в Индии законодательные ассамблеи, в 1937 году Бирма была отделена от Британской Индии, став отдельной коронной колонией. В том же году были проведены общенациональные выборы в провинциальные ассамблеи, на которых Конгресс выиграл в 7 из 11 провинций. Кроме того, по закону 1935 года Бирма должна была выплатить индийскому колониальному правительству долг в размере 570 млн рупий, который включал в себя расходы на покорение Бирмы, на строительство железных дорог и т. д.

## Последствия
Первая мировая война имела важнейшие последствия для Индии. Международное положение Индии после войны стало совершенно иным, чем до начала мирового конфликта. Важная роль, которую играла индийская армия, изменила отношения Великобритании и Индии. В 1920-е годы Индия стала членом Лиги Наций, а в 1920 году индийские спортсмены принимали участие в Олимпийских играх в Антверпене. Понимая возросший авторитет Индии в мире, национальные индийские политики стали требовать расширения местного самоуправления в стране.